# موتنوفسکی
موتنوفسکی (به روسی: Мутновский) آتشفشان مختلطی به ارتفاع ۲۳۲۲ متر واقع در شبه‌جزیرهٔ کامچاتکا در خاور دور روسیه است. این آتشفشان یکی از فعالترین آتشفشان‌های کامچاتکای جنوبی به شمار می‌رود.

## مشخصات
آتشفشان موتنوفسکی در ۷۰ کیلومتری جنوب پتروپاولوفسک-کامچاتسکی در کمربند آتشفشانی کامچاتکای جنوبی قرار دارد. این آتشفشان مختلط که یکی از فعالترین آتشفشان‌های منطقه است خود از چهار آتشفشان چینه‌ای درهم‌آمیخته با ساختاری عمدتاً بازالتی تشکیل شده و چندین دهانهٔ آتشفشانی بر فراز آن قرار دارند.
جوانترین مخروط آتشفشانی این کوه، موتونوفسکی ۴ نام دارد و از اوایل دورهٔ هولوسن شروع به رشد کرده است. مخروطی درون‌دهانه‌ای نیز در امتداد دیوارهٔ شمالی دهانهٔ ۱٬۳ کیلومتری آتشفشان به وجود آمده است و در دامنهٔ جنوب غربی کوه، مخروط‌های خاکستر فراوانی متمرکز شده‌اند. یخچالها و چشمه‌های آب گرم کمی دورتر از دهانه‌های فعال آتشفشان قرار دارند.
موتنوفسکی بالاترین ظرفیت گرمایی را در مقایسه با سایر آتشفشان‌های واقع در قوس کوریل-کامچاتکا دارد و همین موضوع سبب برنامه‌ریزی‌هایی برای توسعهٔ استفاده از انرژی زمین‌گرمایی آتشفشان شده است.

## فعالیت‌های آتشفشانی
آتشفشان موتنوفسکی تاریخچه‌ای از فوران‌های انفجاری دارد چنانچه در سال ۱۸۴۸ به دلیل شدت فوران فرو ریخت. با وجود این تنها در فوران سال ۱۹۰۴ بود که جریان‌هایی از گدازه نیز تولید شد.
هر فوران متنوفسکی می‌تواند سبب تولید جریان‌های گلی شود که به دلیل سرعت بالا و طبیعت ویرانگرشان تهدیدی برای منطقه محسوب می‌شود. این آتشفشان آخرین بار در سال ۲۰۰۰ فوران کرد.